# Double Up
Albums de R. Kelly
TP.3 Reloaded
(2005) Untitled
(2009)
Double Up est le 8e album studio en solo de R. Kelly, et le 6e n°1 du chanteur aux États-Unis, se vendant à 386 000 exemplaires en 1re semaine.
Bien qu’artiste R&B, R. Kelly livre ici un album plus tourné hip-hop[réf. nécessaire], dans la lignée de ses précédentes collaborations, That's That Shit (#20 US, #30 FR) avec Snoop Dogg (que l’on retrouve sur la chanson-titre) ou encore Go Getta (#18 US) avec Young Jeezy.
Quelque peu mégalomane, le chanteur se vante d’être le roi du R&B dans l’intro The Champ.
Depuis le succès de Trapped In The Closet, R. Kelly aime construire des titres sous forme de discussion (Best Friend, Real Talk).
Même chose pour Same Girl, chanté avec l’autre superstar du R&B Usher.
On peut même entendre des cris d’animaux dans la chanson The Zoo.
Tout au long de l’album, R. Kelly se veut dur dans ses paroles, d’ailleurs Double Up est sûrement son album le plus explicite, expliquant le «Strong Language Sexual Content » sur la pochette.
L’artiste évoque aussi la paternité (Havin’ A Baby), et rend hommage aux victimes de la fusillade de Virginia Tech (Rise Up), dans la partie R&B de l’album.
L'album s'est vendu à env. 900 000 exemplaires aux États-Unis.
Double Up est certifié disque de platine aux États-Unis (1 000 000).

## Liste des titres
1. The Champ feat. Swizz Beatz
2. Double Up feat. Snoop Dogg
3. Tryin' To Get A Number feat. Nelly
4. Get Dirty feat. Chamillionaire
5. Leave Your Name
6. Freaky In The Club
7. The Zoo
8. I'm A Flirt Remix feat. T.I. et T-Pain
9. Same Girl feat. Usher
10. Real Talk
11. Hook It Up feat. Huey
12. Rock Star feat. Ludacris et Kid Rock
13. Best Friend feat. Keyshia Cole et Polow Da Don
14. Rollin'
15. Sweet Tooth
16. Havin' A Baby
17. Sex Planet
18. Rise Up
19. I Like Love
20. Ringtone

## Certifications
| Pays              | Certification | Unités certifiées |
| ----------------- | ------------- | ----------------- |
| États-Unis (RIAA) | Platine       | 1 000 000         |